# Penelopides affinis
Penelopides affinis (лат.) — вид птиц из семейства птиц-носорогов (Bucerotidae). Выделяют два подвида. Обитают в тропических лесах на островах Минданао, Динагат, Сиаргао и Басилан на юге Филиппин. Популяция сокращается из-за разрушения среды обитания, охоты и незаконной торговли дикими животными.
Согласно филиппинскому законодательству, охота, отлов или владение Penelopides affinis запрещены.

## Описание
Penelopides affinis — одни из самых маленьких птиц-носорогов. Длина тела составляет 45 сантиметров.

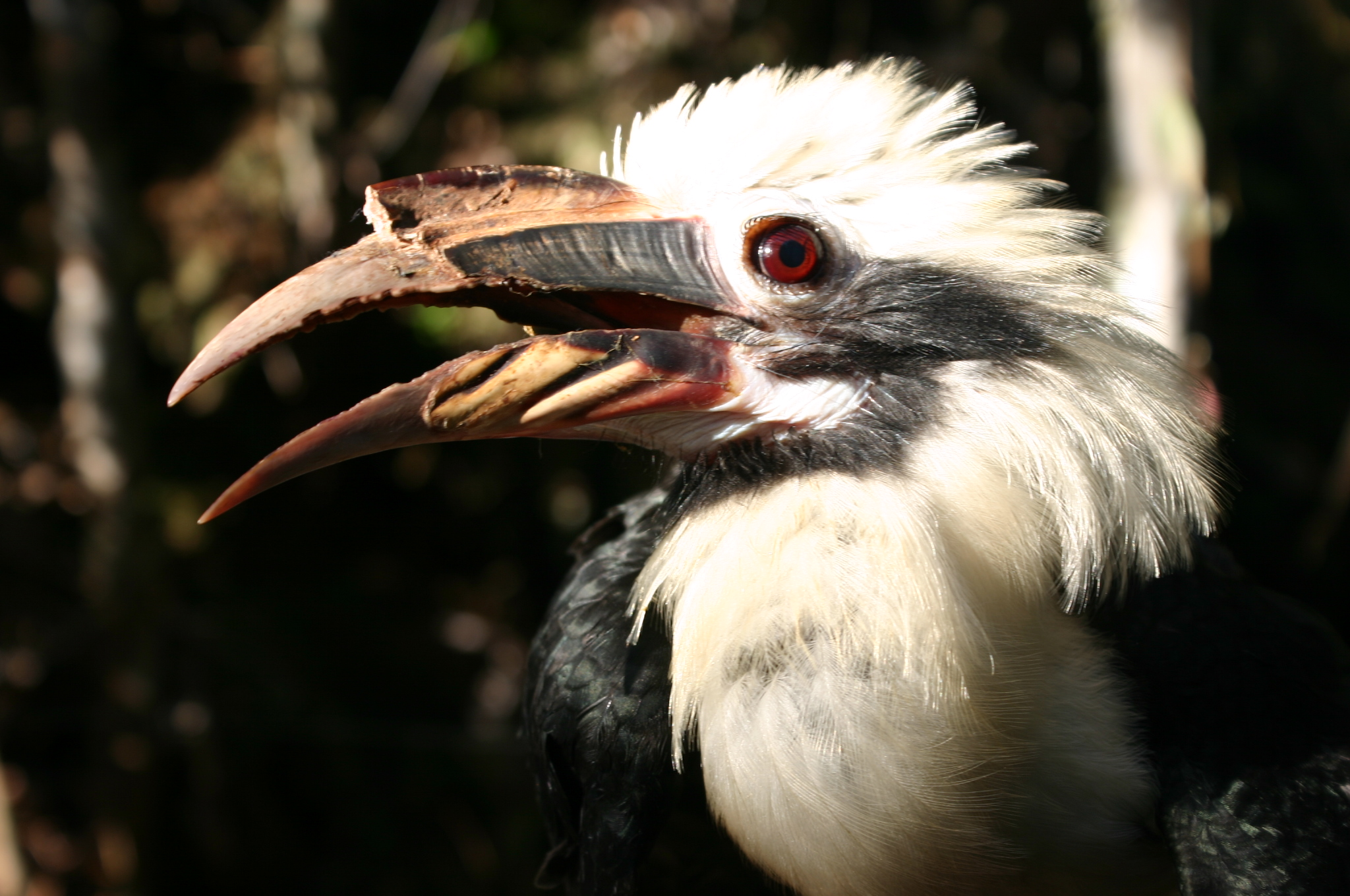
Голова самца

Выражен половой диморфизм в окраске оперения. Оперение взрослых самок равномерного чёрного цвета, за исключением центральной части хвоста, которая окрашена в соломенно-рыжий цвет. У самцов голова, шея и нижняя часть тела желтовато-белые; кроющие уха и горло чёрные. Верхняя часть тела и крылья также чёрные с металлическим отливом. Хвост от желтовато-коричневого до бледно-рыжего с чёрными основанием и кончиком. Неоперённые участки кожи вокруг глаз, а также на подбородке и горле беловатые с голубоватым оттенком у самцов и тёмно-синие у самок. У взрослых особей клюв рогового цвета с чёрным основанием надклювья у номинативного подвида и бледно-розовым у P. a. basilanicus; подклювье имеет тёмно-коричневые гребни. Тёмно-коричневые выросты на надклювье заканчиваются посередине клюва. У неполовозрелых особей обоих подвидов цвет основания подклювья бледно-розоватый. Радужная оболочка красноватая у самцов, а у самок от красновато-коричневого до оранжевого (иногда малинового) цвета. Цевка и пальцы на ногах тёмно-зеленовато-серые как у взрослых особей, так и у молоди.

## Подвиды
Признаны два подвида:
- Penelopides affinis affinis Tweeddale, 1877 (номинативный подвид). Встречается на островах Минданао, Динагат и Сиаргао.
- Penelopides affinis basilanica Steere, 1890. Встречается на острове Басилан.

## Экология и поведение
Обычно встречается поодиночке или парами, изредка небольшими группами до 12 особей. Птицы шумные, издают непрекращающийся зов «ta-ruc-tuc-tuc-tuc-tuc». Несмотря на шум, их трудно найти, так как они хорошо маскируются густой листвой.
Предполагается, что как и у других птиц-носорогов, в состав рациона входят фрукты, семена, насекомые, мелкие млекопитающие и рептилии.
Все птицы-носороги моногамны и образуют пары на всю жизнь. Гнездятся в дуплах и используют для размножения большие диптерокарповые деревья. Самка закрывается в полости дерева, а самец занимается сбором пищи для своей подруги и птенцов. Самец запасает пищу в желудочном мешочке и срыгивает её, чтобы накормить свою подругу и птенцов. Кооперативное размножение, при котором молодые птицы предыдущих сезонов помогают в кормлении самки и птенцов, у этого вида пока не наблюдалось. Среди филиппинских птиц-носорогов оно отмечено только у коричневого калао.
Из всех представителей рода калао-пенелопидесов этот вид является одним из наименее изученных, но считается, что его размножение сходно с более изученными лусонской птицей-носорогом и рыжехвостой калао-пенелопидес. Размер кладки предположительно составляет 2-3 яйца. Инкубационный период составляет 25 дней. В неволе птенцы оперяются в течение 47-54 дней.

## Среда обитания и природоохранный статус
Естественной средой обитания этого вида являются тропические влажные низинные леса, которые в большинстве случаев встречаются на высоте менее 900 метров над уровнем моря, но есть и такие, которые встречаются на высоте до 1450 метров над уровнем моря.
Международный союз охраны природы отнёс этот вид к видам, вызывающим наименьшую озабоченность. Тем не менее, главной угрозой для вида является масштабная вырубка низинных лесов на всех островах ареала его обитания — Минданао и Басилан. Большинство оставшихся низинных лесов не имеют охранного статуса, что делает их уязвимыми для легальной и нелегальной вырубки, превращения в сельскохозяйственные угодья в результате подсечно-огневых работ и добычи полезных ископаемых. Подвид basilanica находится под особой угрозой, так как осталось всего 230 гектаров первичного леса. Из-за ситуации с безопасностью на Баcилане его статус был подтверждён только в 2019 году.
Вид широко разводится в неволе, но в связи с таксономической реорганизацией неизвестно, являются ли эти птицы чистокровными потомками.
Встречается в нескольких охраняемых зонах, таких как горы Апо, Китанглад, природный парк Пасонанка, горы Калатунган и Малинданг, но фактическая защита от незаконных вырубок, охоты и браконьерства слабая.